# Aphycopsis
Aphycopsis is een geslacht van vliesvleugeligen uit de familie Encyrtidae. De wetenschappelijke naam van dit geslacht is voor het eerst geldig gepubliceerd in 1916 door Timberlake.

## Soorten
Het geslacht Aphycopsis is monotypisch en omvat slechts de volgende soort:
- Aphycopsis australiaensis (Howard, 1898)